# 昭和39年7月山陰北陸豪雨
昭和39年7月山陰北陸豪雨（しょうわ39ねん7がつさんいんほくりくごうう）は、1964年（昭和39年）7月17日から20日にかけて、山陰地方と北陸地方で発生した豪雨災害である。梅雨前線に向かって、台風から変わった温帯低気圧の高温多湿な気流が流入したことによって記録的な大雨となった。

## 概要
1964年7月当時、山陰地方と北陸地方では、梅雨前線により度々日降水量が100～200mmに達する大雨に見舞われ、被害が発生していた。そこへ記録的な大雨が降り、大きな被害が生じた。
台風7号から変わった熱帯低気圧は、17日午後に韓国の済州島付近で消滅したが、日本付近には高温多湿な南西気流が流入し、大気の状態が不安定となっていた。18日には、前線を伴った低気圧が日本海中部から秋田県沖に進んだ。そして18日夜から19日にかけては、別の低気圧が山陰沖を進んだ。このため、島根県出雲地方から鳥取県西部にかけてと、石川県・富山県では18日の日降水量が200mmを超え、松江市や金沢市では12時間で200mmに達する大雨となった。これらの地方では山崩れ・がけ崩れや河川の氾濫が相次いだ。特に島根県では、出雲市を中心に多数の山崩れ・がけ崩れが発生して100人以上が死亡するなど、死者・行方不明者132人、損壊・浸水家屋58,000棟以上の大きな被害となったほか、一畑電気鉄道立久恵線や道路が寸断されたことにより佐田町は孤立した。なお一畑電鉄立久恵線は被災後復旧せず廃止となっている。また新潟県では、降水量はあまり多くはなかったものの、6月に新潟地震が発生して地盤が緩んでいたため、大きな被害となった。
気象庁は、この一連の豪雨を「昭和39年7月山陰北陸豪雨」と命名した。